# SN 2007nu
SN 2007nu – supernowa typu Ia odkryta 3 października 2007 roku w galaktyce A031150-0041. W momencie odkrycia miała maksymalną jasność 21,80m.